# 乐清古桥群
乐清古桥群，位于中华人民共和国浙江省温州市乐清市白石街道、北白象镇，是浙江省省级文物保护单位之一。
2017年1月13日，乐清古桥群被列入第七批浙江省文物保护单位，该文物保护单位是一座古建筑。